# Не всі собаки потрапляють до раю
« Не всі собаки потрапляють у рай » — одинадцята серія 7 сезону американського мультсеріалу Family Guy . Спочатку він транслювався в мережі Fox у США 29 березння, 2009 року. Режисером епізоду став Грег Колтон, а сценарій написав Денні Сміт . У цьому епізоді Quahog проводить свій щорічний з’їзд Star Trek, а учасники акторського складу Star Trek: Наступне покоління є гостями. Після того, як він не зміг поставити акторам жодних запитань під час сесії запитань і відповідей, Stewie будує транспортер у своїй спальні, щоб відправити акторів і провести із ними день. Тим часом Мег стала відродженою християнкою і намагається переконати атеїста Браяна в християнство.
Епізод отримав неоднозначні відгуки критиків і отримав оцінку Нільсена 4,8/7. Патрік Стюарт, Джонатан Фрейкс, Брент Спінер, Левар Бертон, Ґейтс Макфедден, Майкл Дорн, Віл Уітон, Деніз Кросбі та Марина Сіртіс із серіалу «Зоряний шлях: наступне покоління» ' як запрошені зірки, а Адам Вест і Роб Лоу з’явилися на прикінці епізоду в живій сцені.

## Сюжет
Мег підхоплює захворювання - свинку, коли Гріфони відвідують щорічний з’їзд Квахоґа «Зоряний шлях», тому що Пітер змусив її стояти біля безвідповідального учасника із цією хворобою, щоб сфотографуватись, вважаючи, що він у костюмі інопланетянина. Одужуючи в ліжку, Мег стає відродженою християнкою після перегляду Кірка Кемерона по телевізору і починає дратувати всіх своїми переконаннями. Мег жахається, дізнавшись, що Брайан атеїст, і намагається переконати його, щоб той покаявся і прийняв християнство, але він неодноразово відмовляється. Врешті-решт вживає рішучих заходів, Мег поширює інформацію про атеїзм Брайана серед Квахога, який взагалі ненавидить атеїстів, перетворюючи його на ізгоя.
Після того, як Браяна зробили ізгоєм, йому заборонено відвідувати абсолютно будь-які бари та магазини в Квахозі, що робить його неможливим перекрити свій смуток. У відчаї та страждаючи від гарячкової гарячки (він галюцинує, бачить кілька алкогольних напоїв, які благають його випити), Браян імітує своє каяття та переконує Мег припинити всі ворожнечі проти нього, щоб він міг повернутися до пияцтва, але вона веде його спалювати книги, які є «шкідливими для Бога» (зокрема «Про походження видів» Чарльза Дарвіна, «Коротку історію часу» Стівена Хокінга та книгу під назвою «Логіка для першокласників »). Зогиджений від Мег Браян визнає свій блеф і намагається переконати її, що те, що вона робить, є неправильним. Коли Мег відмовляється слухати, Браян каже їй, що якби існував справді люблячий Бог, то він не створив би Мег, щоб мати привабливу матір, як Лоїс, а хотів би, щоб вона фізично більше нагадувала Пітера, і що її не привели б у світ, де всі зневажають її. Відчуваючи сором, Мег погоджується з аргументом Брайана і просить вибачення за свою поведінку, зізнаючись, що вона не знає, як вона може відчувати себе коханою. Потім Брайан запевняє її, що відповіді знаходяться всередині неї, а справжній сенс їхнього існування десь де його ніхто не знайде. Пізніше з’ясовується, що весь всесвіт Family Guy відбувається в молекулах тіні лампи в спільній спальні Адама Веста та Роба Лоу .
В той час, розлючений через те, що йому не вдалося поставити будь-які запитання акторам фільму «Зоряний шлях: Наступне покоління» на з’їзді, а також через те, що вони натомість відповіли на запитання, абсолютно не пов’язані із «Зоряним шляхом», Стьюї будує справжній транспортер із «Зоряного шляху» та кидає у світю Акторський склад прийшов, щоб взяти у них інтерв’ю (у кивок до епізоду TNG « Skin of Evil », Деніз Кросбі вбивають під час демонстрації сили). Стьюї вирішує провести цілий день з акторським складом, включаючи викрадення фургона Клівленда, обід у Макдональдсі, піти в боулінг і побувати на карнавалі. Однак вони виявилися надзвичайно роздратованими, що до великого роздратування Стьюї, і він відправив усіх у відповідь, заявивши, що вони зіпсували для нього «Зоряний шлях: Наступне покоління» .

## Виробництво

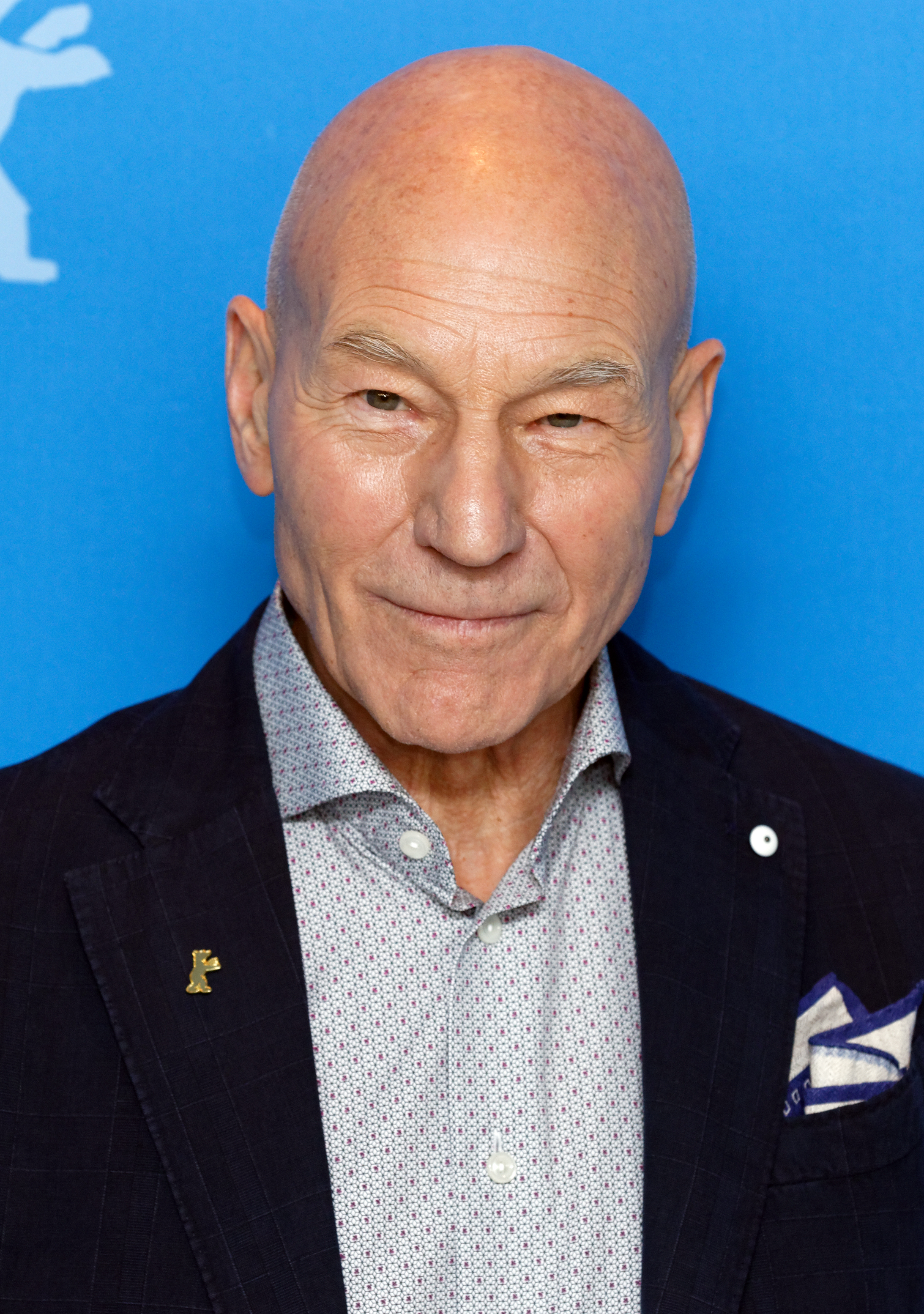
У цьому епізоді Патрік Стюарт озвучує себе

«Не всі собаки потрапляють до раю» був знятий  Грегом Колтоном у другому епізоді сезону (його першим був « Дорога до Німеччини »). Це був написаний постійним сценаристом і актором озвучування Денні Смітом у його першій серії сезону. Постійні учасники серіалу Пітер Шин і Джеймс Пурдум працювали режисерами-наглядачами. Сет Макфарлейн, засновник і виконавчий продюсер Family Guy ' є фанатом « Зоряного шляху» і двічі з’являвся в ролі інженера Ensign Rivers у «Зоряному шляху: Ентерпрайз » у « Забутих » (сезон 3, епізод 20) і « Лиха » ( 4 сезон, 15 серія).   Колишні учасники серіалу «Зоряний шлях: наступне покоління» також з’являлися в серіалі Family Guy : Патрік Стюарт, наприклад, коротко озвучив Пітера Ґріффіна  у « No Meals on Wheels » (сезон 5, епізод 14), його Американський тато! персонаж, Ейвері Буллок у « Лоїс вбиває Стьюї » (сезон 6, епізод 5), і його герой «Зоряний шлях: наступне покоління», капітан Жан-Люк Пікар у « Пітерові ліси » (сезон 4, епізод 11);  Джонатан Фрейкс, Майкл Дорн і Марина Сіртіс також з'явилися в « Пітерові ліси » як персонажі « Зоряний шлях: наступне покоління» Вільям Райкер, Ворф і радник Діанна Трой .   
«Не всі собаки потрапляють до раю» включає весь оригінальний акторський склад Зоряного шляху: Наступне покоління : Стюарт у ролі капітана Пікарда; Фрейкс — Райкер; Гейтс Макфадден у ролі доктора Беверлі Крашер ; Брент Спайнер — лейтенант-командувач Дейта ; Дорн — Ворф; Сиртіс як Троя; Левар Бертон — головний інженер Джорді Ла Форж ; Віл Уітон — Веслі Крашер ; і Деніз Кросбі, персонаж якої Таша Яр помер під час першого сезону.   Це також перший випадок, коли акторський склад, за винятком Кросбі, працював разом після художнього фільму 2002 року «Зоряний шлях Немезида», хоча актори не зустрічалися, коли вони записували свої виступи.  Включно з Кросбі, останній раз, коли весь акторський склад працював разом, був епізод 1990 року « Вчорашнє підприємство ».
Віл Уітон, який зіграв Веслі Крашера у серіалі «Зоряний шлях: Наступне покоління», записав свої партії для цього епізоду 20 вересня 2007 року  Сет Макфарлейн керував сесіями запису з запрошеними зірками. 

## Рецепція
«Не всі собаки потрапляють до раю» отримав рейтинг Нільсена 4,8/7. 
Ахсан Хак з IGN назвав епізод "дивовижно освіжаючим", говорячи, що сцени з участю акторів Star Trek виправдали очікування. Він також вважав, що "подорож Мег у пошуках прийняття через релігію" була добре розкрита. Стів Гейслер з The A.V. Club виставив епізоду оцінку C, критикувавши "Не всі собаки йдуть до райу" за нудьгу та формульність і стверджував, що автори "не мають уявлення, як краще використовувати Мег".